# Herbie: Fully Loaded (videojuego)
Herbie: Fully Loaded es un videojuego de carreras desarrollado por Climax Handheld Games y publicado por Buena Vista Games para Game Boy Advance. Fue lanzado en Norteamérica el 21 de junio de 2005. Se basa libremente en la película Herbie: Fully Loaded de 2005 y presenta imágenes fijas de la película en el juego.

## Jugabilidad
El modo historia del juego sigue vagamente la trama de la película y sigue a Herbie mientras el auto corre para ganar el campeonato. Los fotogramas de la película se presentan como escenas y permiten a los jugadores moverse con la progresión de la historia de la película. Si el jugador no logra el primer lugar en ninguna carrera, se le muestra una pantalla de Game Over y se le inicia el menú para comenzar de nuevo.
Hay ocho pistas diferentes en el juego y no hay modo multijugador. El jugador controla a Herbie a lo largo de cada carrera. El jugador puede recolectar estrellas en el camino para activar trucos que aumentan la velocidad general de Herbie y ralentizan a otros corredores.

## Recepción
"Disney's Herbie: Fully Loaded" recibió una recepción mixta en su mayoría por parte de los críticos, quienes elogiaron los gráficos 3D del juego y menospreciaron la pobre IA para los corredores opuestos y la falta de modos alternativos. Frank Provo de GameSpot calificó el juego como una "oportunidad perdida" y sintió que las muestras de voz de Lindsay Lohan "habrían contribuido en gran medida a animar las cosas". Anise Hollingshead de GameZone sintió que "Herbie: Fully Loaded" era "aburrido" y sintió que "no hay mucho en este juego promedio". Nintendo Power comentó que el juego era "un esfuerzo mediocre por capturar el espíritu de la película".
Sin embargo, los gráficos fueron ampliamente elogiados. Frank Provo de GameSpot los llamó el "punto brillante solitario" del juego y quedó impresionado por el nivel de detalle de Herbie en particular.